# Calamagrostis parsana
Calamagrostis parsana là một loài thực vật có hoa trong họ Hòa thảo. Loài này được (Bor) M.Dogan mô tả khoa học đầu tiên năm 1982.